# Elphos subrubida
Elphos subrubida là một loài bướm đêm trong họ Geometridae.